# 1166 dans les croisades
Cette page regroupe les évènements concernant les croisades qui sont survenus en 1166 :
- Nur ad-Din s'empare de la forteresse de Munîtira[1].
- Le futur empereur de Byzance Andronic Ier Comnène, alors gouverneur de Cilicie, se rend à Antioche. Au cours de son séjour, il entretient une relation avec Philippa, la sœur du prince d'Antioche Bohémond[2], ce qui suscite l'ire du prince ainsi que de l'empereur byzantin Manuel Ier Comnène.